# 太古站
太古站（英語：Tai Koo Station）是一個位於香港香港島東區康山康山花園地底，屬於港鐵港島綫的鐵路車站，於1985年5月31日啟用。太古站設有兩個上蓋物業，分別為康怡花園及康山花園。

## 車站設計
由於太古站位處於堅固的花崗岩地底，故當時車站承建商須以興建人工石洞的方式興建車站，石洞以簡單的混凝土樑柱結構方式建造，亦以拱形結構支撐，因此車站大堂廣闊無柱；而月台則只有兩排柱陣結構，而通往出入口的行人隧道則以鑽挖方式興建。
另外，上述石洞亦為目前全東亞最大型的人工石洞。

### 樓層
| G                 | 地面     | 出入口 |   |  |
| L1                | 中層通道 | D出口行人通道 |   |  |
| L2                | 大堂     | 客務中心、商店、自助服務、免費Wi-Fi熱點、「iCentre」免費上網服務                                                              |   |  |
| L3                | 月台     | \| \| \| 港島綫往柴灣（西灣河） \| 1 \| \| \| 島式 · 開右邊车门 \| \| \| \| \| \| \| 2 \| 港島綫往堅尼地城（鰂魚涌） \| \| \| |   |  |
|                   |          | 港島綫往柴灣（西灣河） | 1 |  |
| 島式 · 開右邊车门 |          | |   |  |
|                   | 2        | 港島綫往堅尼地城（鰂魚涌） |   |  |

### 大堂
現時太古站大堂內設有商店以及不少自助服務設施，而同樣近A出口亦設有香港郵政郵箱，以及近D出口設有一部港鐵「會員服務站」。
在互聯網服務上，大堂內設有「iCentre」免費上網服務設施，以及免費由電訊盈科提供的Wi-Fi熱點。
- 車站大堂（2021年4月）

### 月台
太古站設有一座島式月台，兩個月台均已裝設月台幕門。由於車站是在堅固的花崗岩地底興建，花崗岩裂隙及毛細管作用滲出地下水至車站內，加上對商戶污水排放估計錯誤，因此月台過往經常出現異味，直至其排污系統獲得調整以及加裝月台幕門後異味問題才有改善。
- 1、2號月台（2022年7月）

另外，太古站東面設有一條儲車軌太古側綫，是在港島綫興建時，由於地鐵柴灣車廠尚未完成，為方便將車輛運送至港島綫路軌，側綫曾延伸至海邊臨時車廠，後因柴灣車廠落成而封閉地底至臨時車廠路段，而現時只會用作特別的車務調動之用。另外太古站於月台兩端（隧道內）並各設兩台大型抽煙扇，在一般情況下並不會運作，只會在緊急時使用。這四台抽煙扇約兩米高，在車廂的乘客於列車進出太古站月台時會較易發現。

### 出入口
太古站共設有9個出入口，主要連接英皇道、康山道及太古城一帶。由於太古站距離地面較深，因此大部分連接地面的出入口均設有扶手電梯。另外除了連接太古城中心的D出口外牆是白色外，其餘出入口的主色調均為紅色。
|                           |                 | |      |
| 編號                      | 指示            | 建議前往的目的地 | 圖片 |
| 出口 · A · 1              | 康山花園        | 英皇道1001號、康山花園1–4座、香港小童群益會康山中心、東達中心、新威園、華廈工業大廈、華蘭中心、華蘭花園、英皇道、船塢里、惠安苑、仁孚工業大廈、英皇道1063號、香港藝術發展局、香港房屋協會                                           |      |
| 出口 · A · 2              | 康山花園        | 康怡廣場辦公大樓、康怡廣場（北座） |      |
| 出口 · B                  | 康怡花園        | 康怡花園N–R座、佛教中華康山學校、綠在鰂魚涌、康怡中英文幼稚園、康蘭居、樂群社會服務處、康景花園、南豐新邨、栢蕙苑、鰂魚涌社區綜合大樓、鰂魚涌市政大廈、滬江小學、太古小學、逸樺園、寶峰園、康蕙花園、鰂魚涌市政大廈、衛奕信徑、紅屋 |      |
| 出口 · C                  | AEON STYLE 康怡 | AEON STYLE 康怡、中華基督教青年會康怡會所、興東邨、康怡花園A–M座、MCL康怡戲院、康怡廣場（南座）、Mount Parker Residences、東熹苑 |      |
| 出口 · D · 1 · 升降机标志 | 太古城道        | 太古城道、東隅酒店、港島東中心、太茂路、太裕路、華蘭路、濠豐大廈、柏克大廈、林肯大廈、太古坊、華蘭中心、華蘭花園、證劵及期貨事務監察委員會                                                                                          |      |
| 出口 · D · 2              | 太古城道        | 英皇道1111號、太古城中心地下、太古城中心一座 |      |
| 出口 · E · 1 · 盲道标志   | 太古城中心      | 太古灣道12號、太古灣道14號、太古城中心四座、太古城中心2樓、太古城中心三座、德思齊加拿大國際學校、民政事務總署、地利亞加拿大學校、葛量洪號滅火輪展覽館、鰂魚涌公園、百老匯院線、太古城、The Holborn、維多利亞英文小學                |      |
| 出口 · E · 2 · 盲道标志   | 太古城中心      | ABC Pathways 學校、康山花園8–10座、逸意居 |      |
| 出口 · E · 3 · 盲道标志   | 太古城中心      | 基督教康山中英文幼稚園、康山花園5–7座、香港復康會社區復康網絡 |      |
| 註： 設有 \| 設有         |                 | |      |

- D1出口外設有一座大象雕像
- D出口行人通道（2022年7月）

### 車站藝術
| 太古站藝術品概覽 | 太古站藝術品概覽 | 太古站藝術品概覽 | 太古站藝術品概覽 | 太古站藝術品概覽 |
| 照片             | 藝術品           | 藝術家           | 位置             | 完成日期         |
| ---------------- | ---------------- | ---------------- | ---------------- | ---------------- |
|                  | 《假山石71#》    | 展望（中國）     | 車站大堂         | 2006年6月        |

## 歷史

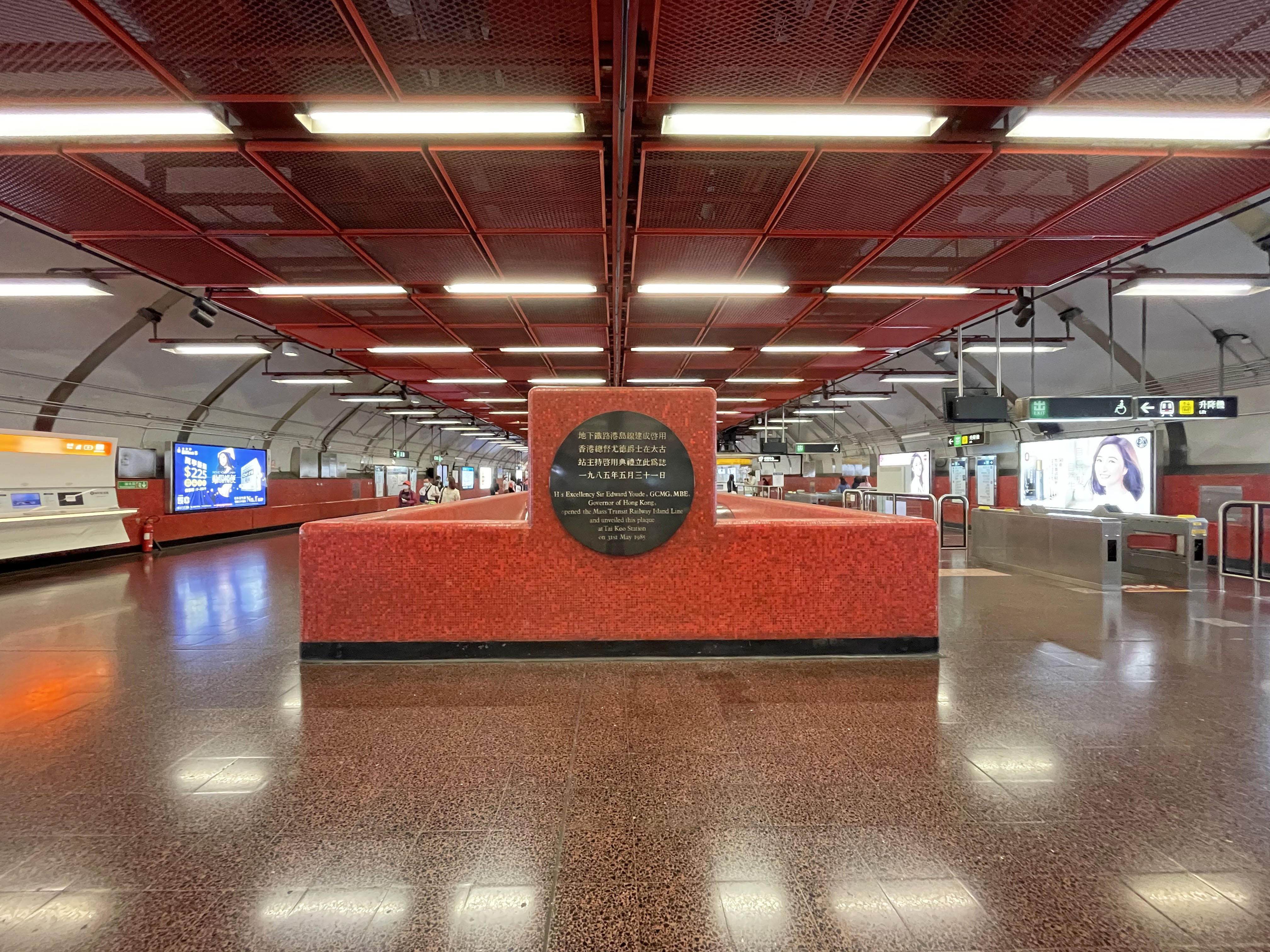
位於太古站大堂的港島綫通車牌匾（2021年4月）

### 命名及建造
原於1970年代港島綫定線的初稿並沒有太古站。只有一個名為芬尼站的地下車站設於現時鰂魚涌街附近。直至1983年，由於政府再次修改鰂魚涌發展藍圖為商業區，因此在發表港島綫計劃時，於康山地底加設康山站，成為太古站雛型。政府其後批准太古地產將位於鰂魚涌的太古船塢原址發展大型住宅項目「太古城」，並將這個鄰近前「太古船塢」的車站命名為太古站，太古站於1985年5月31日啟用，由法國濬海工程及干尼有限公司負責興建，而港島綫（金鐘至柴灣段）的通車儀式亦於太古站舉行，並由時任港督尤德爵士主持通車儀式，而港島綫通車牌匾亦設於太古站大堂內。

### 短程特別班次
在港島綫通車初期，由於車隊不足，地鐵曾一度設金鐘站側綫至太古站側綫的短程特別班次。

### 新建D出口
在太古站通車初期，通往太古城的出入口則只有一個E1出口，居住在該處的居民只能靠此出入口出入而造成不便。故前地鐵公司當局決定在太古城道及太古城中心一座的地下加建2個新出入口，即現時的D1、D2出口，並為太古城的居民帶來更大的方便。有關工程在1993年動工，並於1995年完成，而新出入口亦能應付港島東中心落成後額外使用率。而出入口亦曾於2012年進行翻新工程。

### 第二條過海鐵路
1984年初，政府有意發展東區海底隧道，作為行車和鐵路兩用隧道，其中鐵路部分以地鐵觀塘綫由觀塘站經藍田站延伸至香港島。原計劃觀塘綫在太古站與港島綫交匯，但後來為遷就行車隧道的走線，最後改以鰂魚涌站作為兩綫交匯的車站。

### 反修例事件
- 2019年8月11日晚上11時許，有數十名反修例示威者在太古站C出口外的康山道設路障期間，而大量防暴警員及速龍小隊迅速下車圍捕及制服示威者。包括使用警棍連續毆打示威者11下，一名速龍小隊更以距離不足一米多的距離，舉槍射出多發胡椒彈，並疑打中示威者的頭部。其後大批示威者利用車站扶手電梯逃離警方拘捕期間多人跌倒。有媒體拍攝到約十名防暴警察沿運行動中的扶手電梯以警棍制服及追捕示威者[13]。警方在該處拘捕19位反修例示威人士，包括人稱「王婆婆」的王鳳瑤[14]。

### 引用
1. 1 2 3 4   (PDF). 港鐵公司.   [2020-02-20]. （原始内容存档 (PDF)于2020-02-15）.
2. ↑  p.29，《地下鐵路港島綫通車記念特刊》， 1985-05-31.
3. ↑  . 港鐵. 港鐵公司.   [2020年2月29日]. （原始内容存档于2020年2月21日） （中文（繁體））.
4. ↑  港鐵公司. . 港鐵公司.   [2014-04-19]. （原始内容存档于2011-02-20） （中文（香港））.
5. ↑  香港郵政. . 香港郵政.   [2009-07-27]. （原始内容存档于2013-10-08） （中文（香港））.
6. ↑  港鐵公司. . 港鐵公司.   [2016-09-26]. （原始内容存档于2016-08-26） （中文（香港））.
7. ↑  港鐵公司. . 港鐵公司.   [2014-04-19]. （原始内容存档于2011-02-20） （中文（香港））.
8. ↑  港鐵公司. . 港鐵公司.   [2014-04-19]. （原始内容存档于2014-04-09） （中文（香港））.
9. ↑  .   [2011-08-09]. （原始内容存档于2011-11-07）.
10. ↑  . 港鐵.   [2022-07-22]. （原始内容存档于2022-06-03）.
11. ↑  . 頭條日報. （原始内容存档于2014-12-10）.
12. ↑  李健信; 陳志華. . 香港: 中華書局. : 136  [2022-07-22]. ISBN 9789888675821. （原始内容存档于2022-07-22）.
13. ↑  楊婉婷，余睿菁. . 香港01. 2019-08-12  [2019-08-12]. （原始内容存档于2019-08-12）.
14. ↑  . 立場新聞. 2019-08-11  [2019-08-12]. （原始内容存档于2019-08-11）.

## 外部連結
- 港鐵公司－太古站街道圖（页面存档备份，存于）
- 港鐵公司－太古站位置圖（页面存档备份，存于）
- 港鐵公司－太古站列車服務時間（页面存档备份，存于）